# Termas de Cauquenes
Termas de Cauquenes es un complejo termal a orillas del río Cachapoal, a un costado de la ruta del Ácido en la comuna de Machalí, Región del Libertador General Bernardo O'Higgins, Chile. Está a 31 km al este de la ciudad de Rancagua, a una altitud de 760 m s. n. m. y cercana a la reserva nacional Río de Los Cipreses.

## Descripción

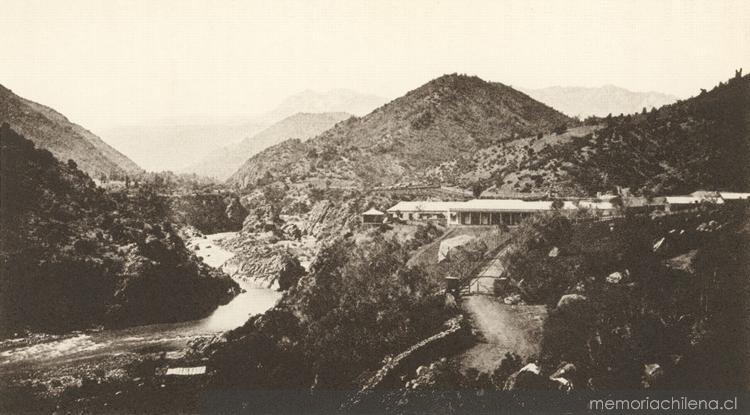
Termas de Cauquenes en 1861

La temperatura de sus aguas termales oscila entre 42 y 48 °C y contienen, entre otros elementos, bicarbonato, cloro, litio, magnesio, oxígeno y potasio, los cuales las hacen recomendables para afecciones reumáticas, artríticas, afecciones de la piel y respiratorias.
En el lugar existe un hotel de inspiración gótica, construido en madera en 1885, al que se accede a través de un viejo puente de madera. En su interior tiene un gran salón de baño estilo italiano con tina de mármol europeo y modernas bañeras de hidromasaje. Aledaño a las instalaciones existe un añoso y frondoso bosque nativo con especies endémicas y al que se le han introducido algunas especies exóticas.
El lugar es paso obligado para acceder a la reserva nacional Río de Los Cipreses.

## Historia

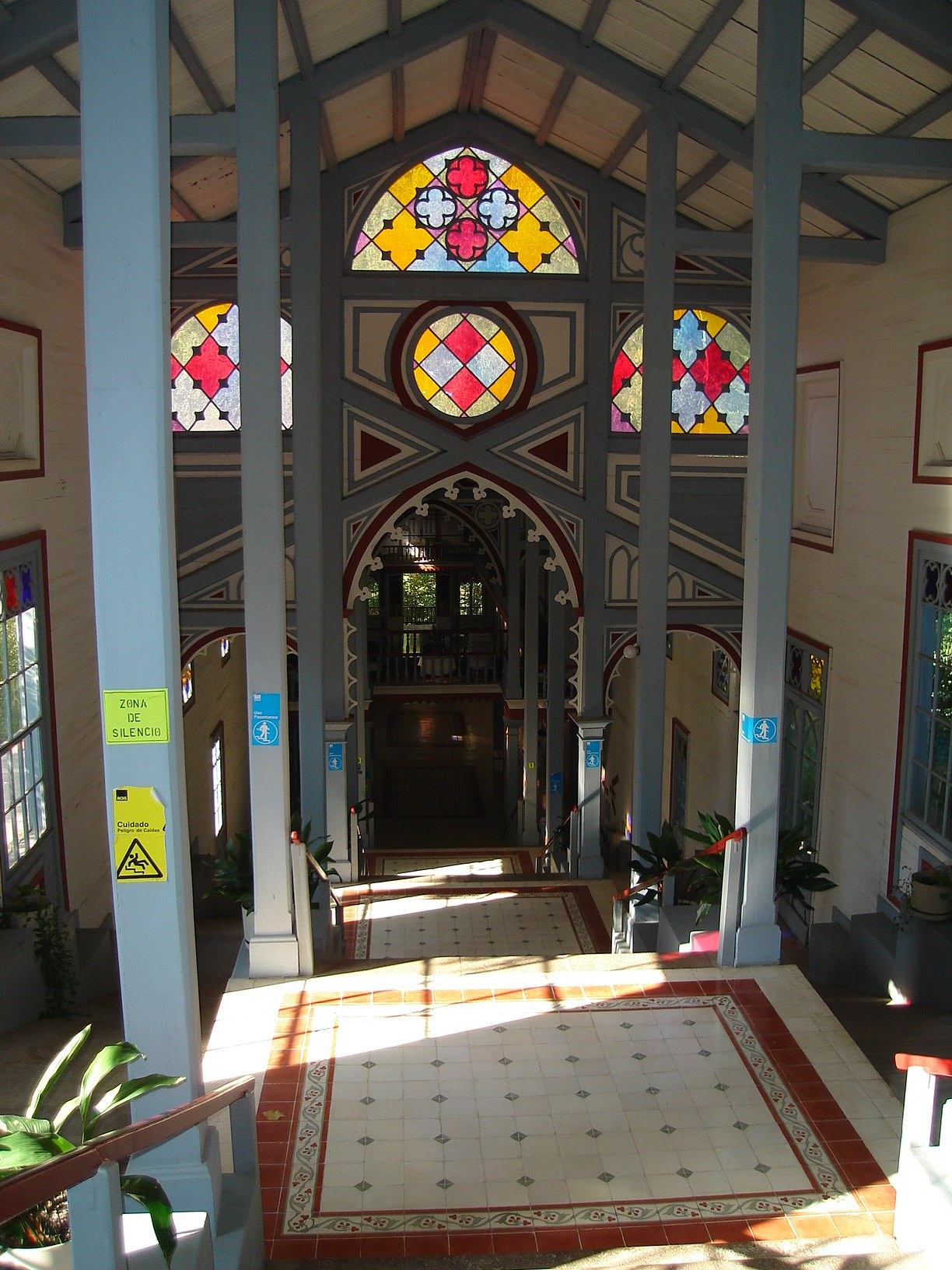
Salón de baños de las Termas de Cauquenes.

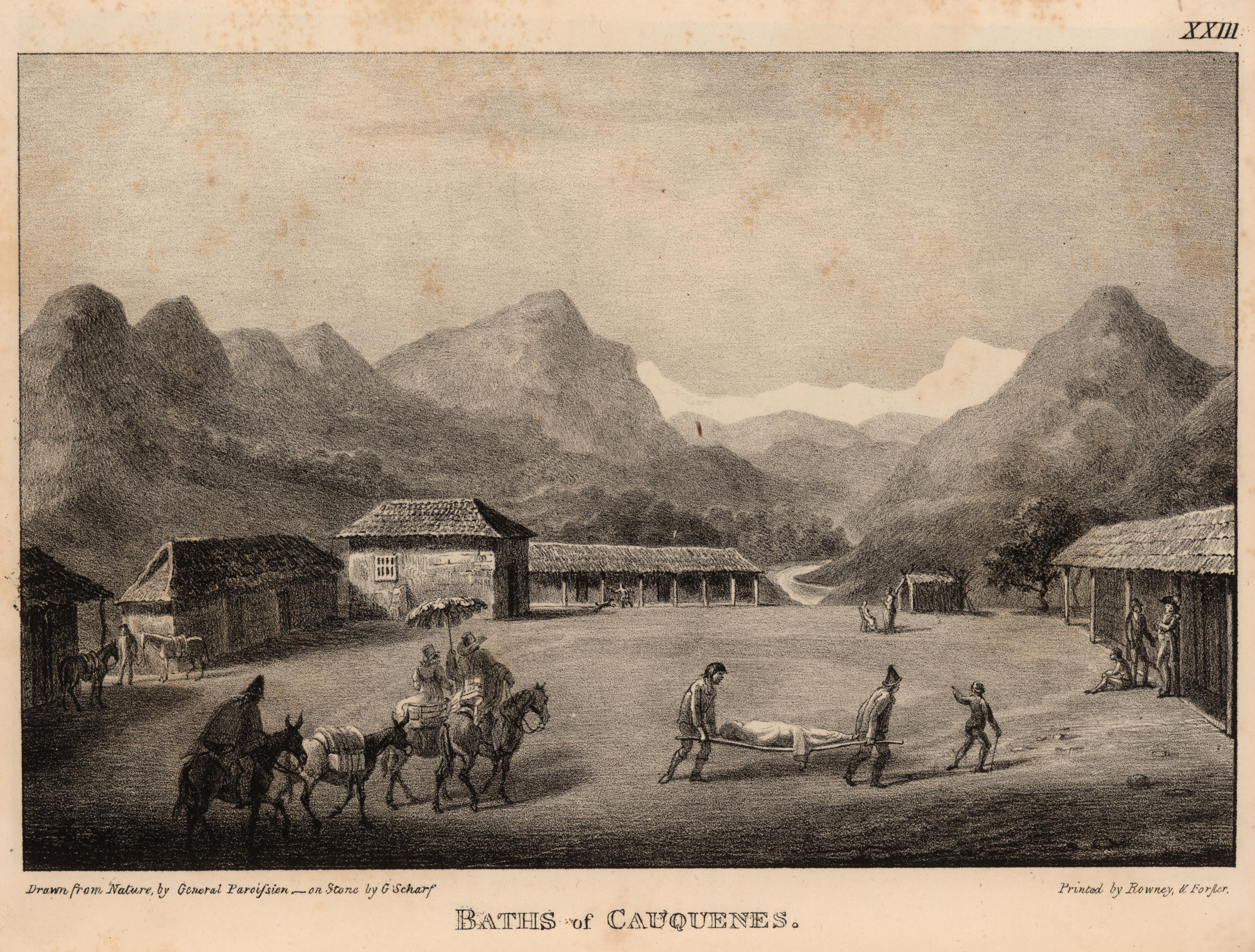
La plaza de las termas; dibujo de Paroissien, litografía de Scharf.

Las termas de Cauquenes ya eran conocidas por los indígenas (picunches y promaucaes) antes de la llegada de los españoles. Existen documentos y crónicas con más de cuatrocientos años donde se relatan viajes de sanación a este complejo termal, provenientes desde todo el país. 
A mediados del siglo XVII ya existían grandes casas de adobe alrededor de las termas, que fueron propiedad de los jesuitas. En 1819 el general José de San Martín las visitó para sanar su artrosis tras haber recibido una carta de Bernardo O'Higgins, fechada el 3 de mayo de ese año, contándole las bondades del lugar. Poco después, el viajero y filántropo inglés Peter Schmidtmeyer pasó por las termas; en su libro Viaje a Chile a través de Los Andes dice que había "seis convenientes baños, cuya temperatura en la escala de Farenheit's es de  83°, 103°, 106º, 112º, 117º y 118°. Junto a uno de ellos hay una fuente de agua fría. Me dijeron que sus aguas no contienen sulfuro, por lo que no tiene mal gusto y puede ser tomada". Schmidtmeyer, que se encontró allí con un grupo de ingleses de Santiago, utilizó para ilustrar este lugar dos dibujos del médico inglés James Paroissien, famoso por haber participado en el proceso de la independencia de Argentina, Chile y Perú, con base en los que el alemán George Johann Scharf hizo las litografías para el libro.
En 1873, el matrimonio compuesto por el capitán de corbeta Arturo Prat Chacón y Carmela Carvajal pasó su luna de miel en estas instalaciones.
El hotel lo compró en 1980 por el chef suizo René Acklin, que lo reparó y convirtió el lugar en un centro turístico. A su muerte, ocurrida el 5 de agosto de 2009, pasó a manos de su hija Sabine. El terremoto de 2010 afectó el cauce de las aguas termales y dejó al recinto sin el elemento vital; a esto se sumó que la sociedad administradora de las termas se involucró en un proyecto mixto público-privado que generó deudas y la situación financiera de Hoteles y Restaurantes Limitada —administradora de las termas— se complicó llevando a que el 28 de diciembre de 2010 el Segundo Juzgado Civil de Rancagua decretara la quiebra; el recinto dejó de ser administrado por la hija de René y quedó a cargo del síndico Raúl Zárate, que en 2013 presentó un plan para salir de la crisis, que ha permitido al hotel volver a funcionar normalmente.